# فرودگاه بادپر ریج سارینگ
 فرودگاه بادپر ریج سارینگ (به انگلیسی: Ridge Soaring Gliderport) یک فرودگاه همگانی بهره‌برداری هوایی است که یک باند فرود آسفالت و چمن دارد و طول باند آن ۱۰۱۳ متر است. این فرودگاه در کشور ایالات متحده آمریکا قرار دارد و در ارتفاع ۲۴۸ متری از سطح دریا واقع شده است.